# Kao Ku
Kao Ku (čínsky pchin-jinem Gāo Gǔ, znaky zjednodušené 高谷, tradiční 高穀; 1391–1460) byl politik čínské říše Ming. Císař Jing-cung ho roku 1445 jmenoval velkým sekretářem, ve funkci zůstal i po nástupu císaře Ťing-tchaje roku 1449. S návratem Jing-cunga k moci začátkem roku 1457 stanul v čele sboru velkých sekretářů, ale už za několik týdnů byl odvolán.

## Jména
Kao Ku používal zdvořilostní jméno Š’-jung (čínsky pchin-jinem Shìyòng, znaky 世用), za své zásluhy obdržel posmrtné jméno Wen-i (čínsky pchin-jinem Wényì, znaky zjednodušené 文义, tradiční 文義).

## Život
Kao Ku se narodil roku 1391, pocházel z okresu Sing-chua v jižní metropolitní oblasti Nan č’-li (dnes v prefektuře Tchaj-čou v provincii Ťiang-su).
Vynikl v úřednických zkouškách, roku 1415 složil palácové zkoušky a získal hodnost ťin-š’. Byl přijat do akademie Chan-lin, s podporou velkého sekretáře Jang Š’-čchiho stoupal v úředních hodnostech, až byl roku 1444 jmenován velkým sekretářem a formálně i náměstkem ministra prací zprava (工部右侍郎, kung-pu jou-š’-lang).
Ve druhé polovině 40. let patřil mezi sekretáře spíše průměrné, zastíněn tehdejším prvním sekretářem Cchao Najem. Cchao Naj roku 1449 zahynul v bitvě u Tchu-mu, ve které Jing-cung padl do zajetí. Novým císařem se stal Jing-cungův bratr Ťing-tchaj, současně Kao Ku dostal hodnost ministra prací. Ani za Ťing-tchaje se výrazněji neprosadil, větší moc než velcí sekretáři tehdy měli ministři (zejména Jü Čchien) a vedoucí eunuši.
Po převratu, kterým se Jing-cung začátkem roku 1457 vrátil na císařský trůn, byl jediným ze sekretářů, který nebyl okamžitě odvolán. Nakrátko zaujal postavení prvního sekretáře, ale rychle své postavení ztratil a odešel do ústraní.